# Hermann Kobold
Hermann Albert Kobold (* 5. August 1858 in Hannover; † 11. Juni 1942 in Kiel) war ein deutscher Astronom und Professor an der Straßburger Sternwarte.

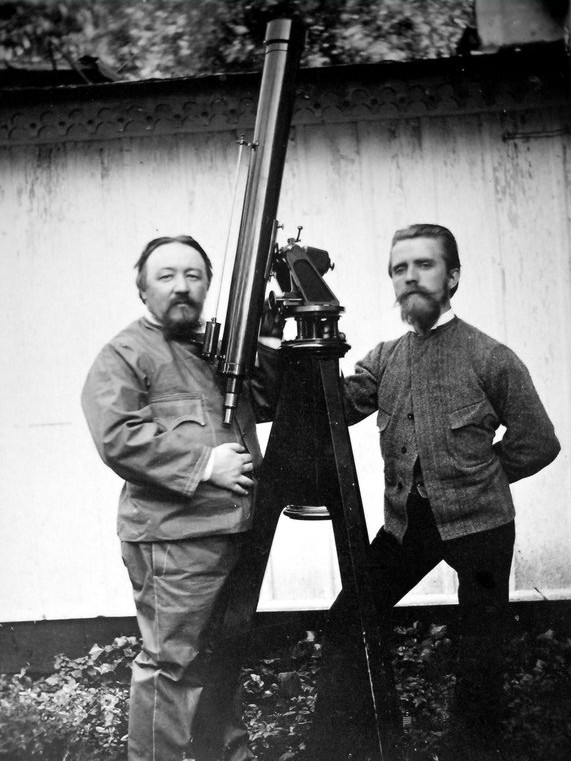
Hermann Kobold (rechts) mit Nikolaus von Konkoly

Hermann Albert Kobold war das dritte von fünf Kindern des Schreiners August Kobold und seiner Frau Dorothea geb. Denker. Von 1877 bis 1880 studierte er Mathematik und Naturwissenschaften an der Universität Göttingen und promovierte im Juli 1880 bei Wilhelm Klinkerfues über ein astronomisches Thema. Anschließend war er Assistent an der Privatsternwarte von Nikolaus von Konkoly in O’Gyalla (Ungarn). Nach der Teilnahme an einer Expedition zur Beobachtung des Venusdurchgangs von 1882 in Aiken (South Carolina) arbeitete er einige Jahre an der Datenreduktion in Berlin.
1887 wurde Kobold als Observator an die Sternwarte in Straßburg berufen. Kurz darauf heiratete er Dorothea Brandt, mit der er fünf Kinder hatte. 1888 wurde er Privatdozent und 1900 außerordentlicher Professor an der Universität Straßburg; zwei Jahre später ging er als Observator und außerordentlicher Professor an die Universität Kiel. Durch intensive Beobachtungen gelang ihm die Entdeckung von 22 zuvor unbekannten, kleineren Galaxien des Coma-Galaxienhaufens.
Von 1908 bis 1938 war er der Herausgeber der wissenschaftlichen Zeitschrift Astronomische Nachrichten. Seine astronomischen Arbeiten befassen sich mit Stellarastronomie und mit den Objekten des Sonnensystems. Er stellte regelmäßig Kometenlisten zusammen.
Ihm zu Ehren erhielt ein von Karl Wilhelm Reinmuth im Jahr 1930 entdeckter Asteroid den Namen (1164) Kobolda.
Sein Grab befindet sich auf dem Kieler Südfriedhof.

## Werke
- Der Bau des Fixsternsystems mit besonderer Berücksichtigung der photometrischen Resultate. Braunschweig: Vieweg, 1906
- Blätter der Erinnerung (Autobiographie bis 1902). Journal of Astronomical Data, Band 10, Teil 5B (2004)